# Титувенайский региональный парк
Титувенайский региональный парк (лит. Tytuvėnų regioninis parkas) — региональный парк Литвы, созданный в 1992 году для сохранения местного холмистого, болотистого и озёрного ландшафта, а также исторических памятников Шилувы и Титувеная. Администрация парка и информационный центр находятся в городе Титувенай, ул. Мишко, 3.

## Территория
Парк расположен на стыке Расейняйского, Радвилишкского и Кельмеского районов на северо-западе Литвы в Шяуляйском уезде, Жемайтия. Площадь регионального парка — 18 159 га (181 км²), из которых 45 % составляют леса, 10 % — водно-болотные угодья, 2 % — озёра, 42 % — другие территории.

## Пейзаж
Выразительные холмистые, озёрные и заболоченные ландшафты являются частью наследия ледникового периода. Волнистые холмистые равнины превращаются в низменности, образуя массивные торфяники. В Титувенайском региональном парке много озёр (Бридвайшис, Гилиус, Гауштвинис и др.), в середине парка расположились большие водно-болотные угодья (известны как Тируляй).

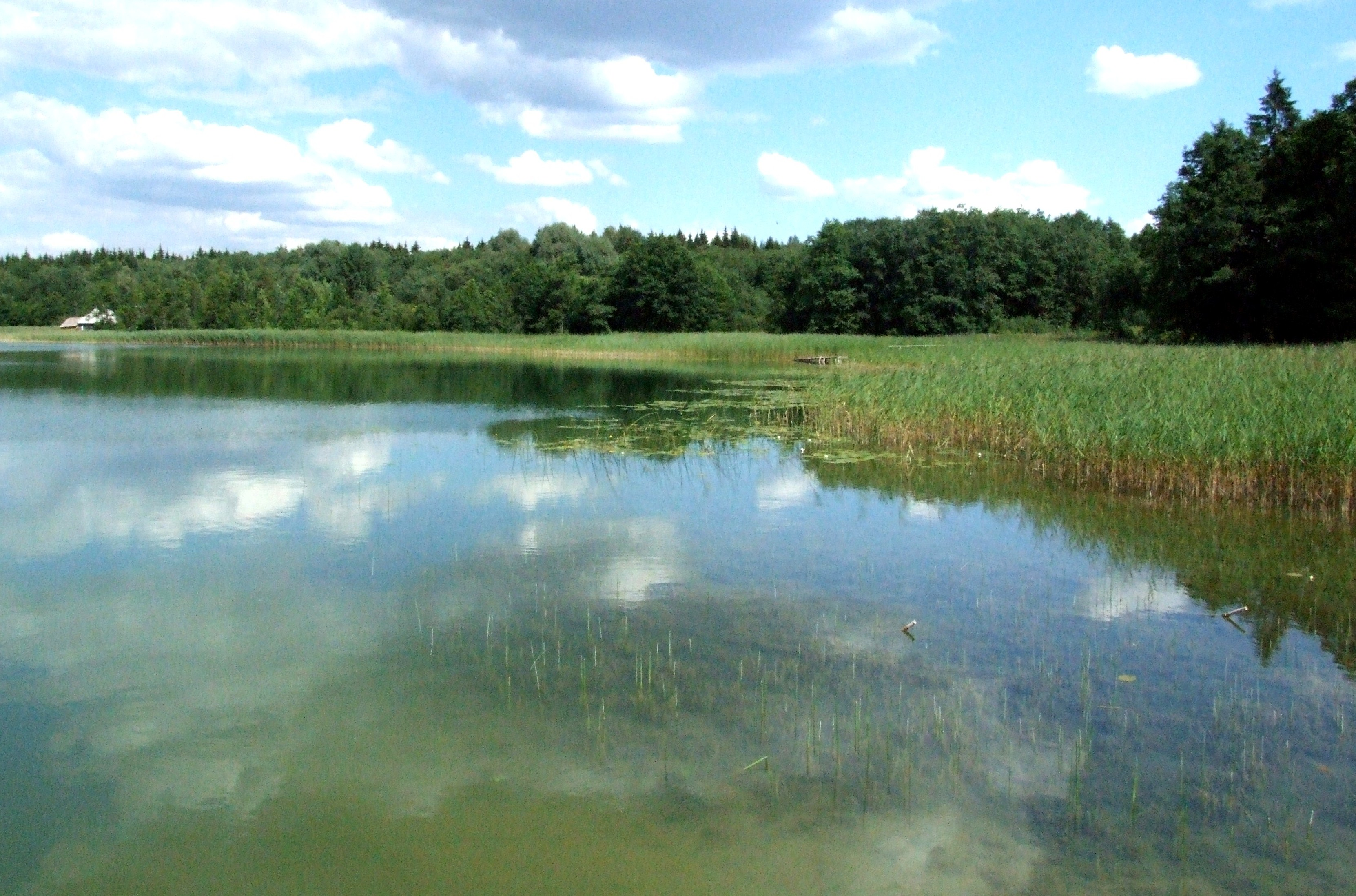
Озеро Гилиус
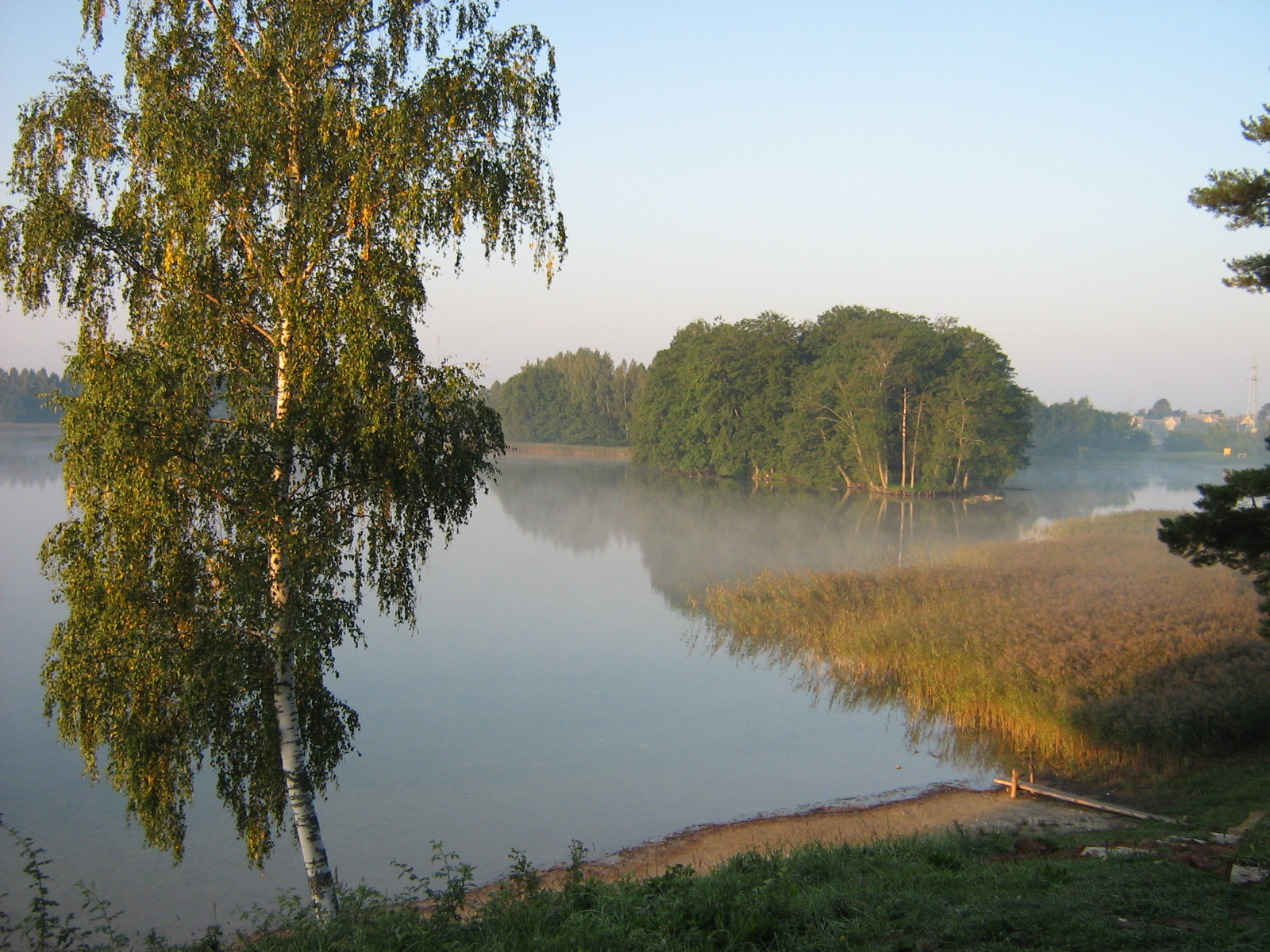
Озеро Бридвайшис
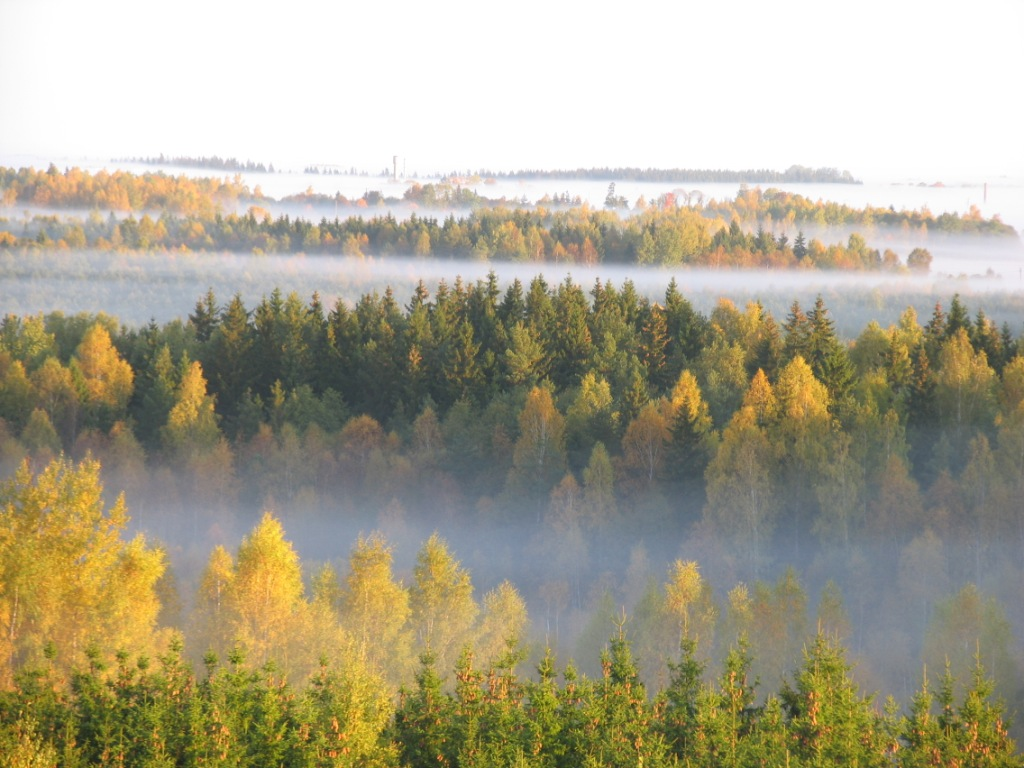
Вид Титувенайского регионального парка с башни
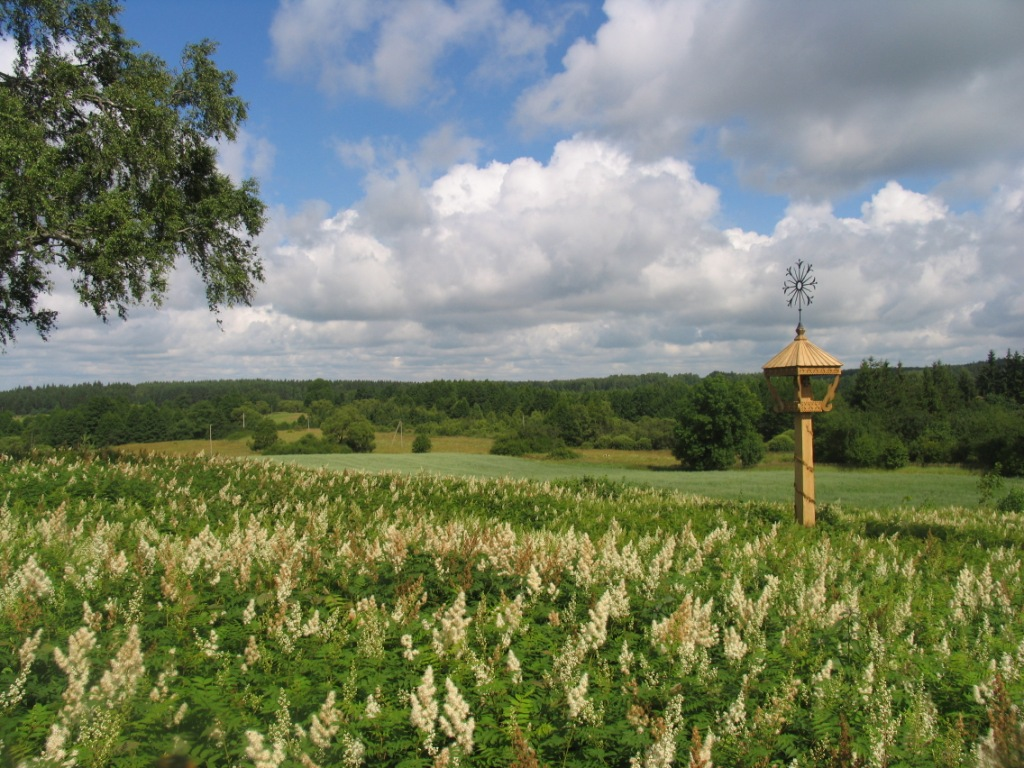
Ландшафт в Титувенайском региональном парке

## Культурное наследие

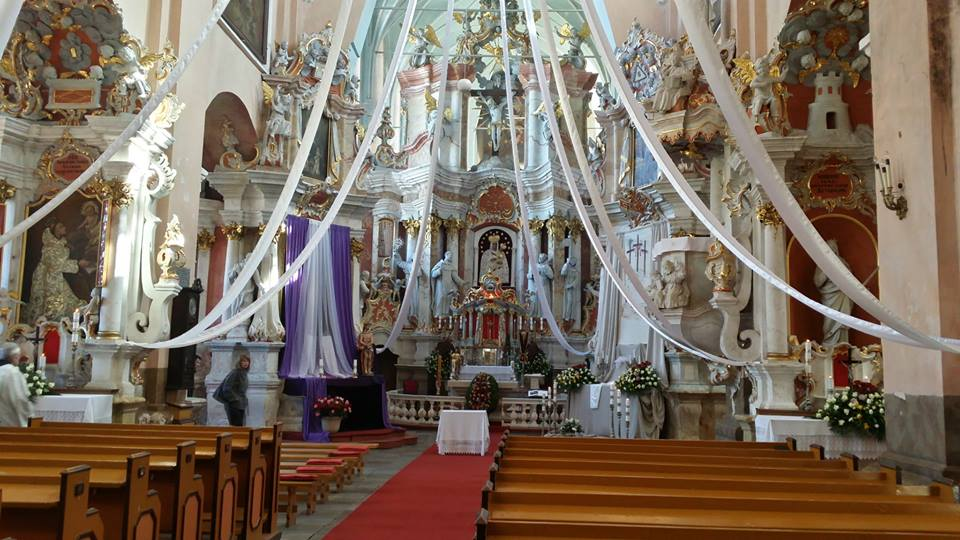
Интерьер католической церкви Титувеная

Самым известным культурным объектом в Титувенае является местная католическая церковь и монастырский архитектурный ансамбль XVII века. Просторный двор, окружённый закрытой литовской галереей, с часовней с лестницей в центре, по которой поднимаются молящиеся. В монастыре в кельях монахов имеется много фресок. Роскошная часовня Шилувы построена по проекту известного архитектора Антанаса Вивулишкиса. Здесь также есть привлекательная старая рыночная площадь с несколькими старыми деревянными домами, окружающими её. Также существует множество языческих памятников, таких как Бридвайшис, Шяулеляй, Пашакарнелис и Кудинис, Куршис, Дебейкис, могильные курганы Ринкшелис, а также бывшая святыня язычников — гора Святого Юргиса.

## Туризм
В Титувенайском региональном парке в туристических целях организуются образовательные программы и экскурсии, создано 3 туристических маршрута. Посетителям парка доступны 5 велосипедных дорожек, 2 смотровые башни — Титувенай (высота 15 м) и Шяулес (21 м). В заболоченных местах есть башни для наблюдения за птицами.